# Vladimirklooster
Het Prins Vladimirklooster (Russisch: Князе-Владимирский монастырь) is een Russisch-orthodox klooster in de Russische stad Irkoetsk. Het klooster ligt op een heuvel in het stadsdeel op de rechteroever van de Angara.

## Geschiedenis
De omgeving van de kerk werd voor het eerst bebouwd in de eerste helft van de 19e eeuw. Het waren in eerste instantie voornamelijk mooie villa's die er werden gebouwd, maar na de grote stadsbrand van 1879 kwamen ook veel minder rijke burgers zich vestigen in de buurt. Ter gelegenheid van de viering van het 900-jarig jubileum van de kerstening van Rusland, stelde de rijke koopman Vasili Litvintsev de middelen ter beschikking voor de bouw van de kerk. De kerk werd ontworpen door de architect Vladimir Koedelski. Vanaf 1903 werd het klooster gevestigd. In het klooster bevond zich tijdens de Russisch-Japanse Oorlog van 1904-1905 een ziekenhuis van het Rode Kruis. Aan het klooster waren een seminarie, een hospice en een jongensschool verbonden.

## Sovjet-periode
In 1922 werd het klooster afgeschaft. Het Volkscommissariaat voor Interne Zaken nam vervolgens de gebouwen in gebruik. Ook werd er een weeshuis ondergebracht. Vanaf 1960 nam een instituut voor geologisch onderzoek intrek in het gebouw.

## Heropening
In 1997 werd het Vladimirklooster teruggegeven aan de Russisch-orthodoxe Kerk. De kerk bevond zich in deplorabele staat en is sindsdien weer volledig gerestaureerd.